# ギミー・シェルター
「ギミー・シェルター」(Gimme Shelter)は、ローリング・ストーンズの楽曲。作詞・作曲はミック・ジャガーおよびキース・リチャーズ。1969年のアルバム『レット・イット・ブリード』収録曲。同アルバムではタイトル表記が「Gimmie Shelter」となっている。
「ローリング・ストーンの選ぶオールタイム・グレイテスト・ソング500」（2021年版）では13位にランクされている。

## 解説
アルバム『レット・イット・ブリード』のオープニング・ナンバー。1970年代前半のストーンズが深く傾倒することになるサザン・ロックを取り入れているが、歌詞はベトナム戦争から影響を受けた黙示録的な内容となっている。ジャガーはこの曲と『レット・イット・ブリード』全体がベトナム戦争の影響を受けていると語っている。実質的には作詞、作曲共にリチャーズによるものである。録音はロンドンのオリンピック・スタジオで1969年5月30日から6月15日にかけて行われ、さらにハリウッドのワーナー・ブラザース・スタジオで同年10月18日から27日にかけてのセッション内でオーバーダブを行い完成した。ギターは全てリチャーズ一人が担当しており、ブライアン・ジョーンズもミック・テイラーも参加していない。ジャガーと共にリードボーカルをとったのは、アメリカのソウル歌手、メリー・クレイトンである。
この曲はグループ6度目となる北米ツアーと、同ツアー最終日に起きたオルタモント・フリーコンサートでの惨劇（オルタモントの悲劇）を収めたドキュメンタリー映画『ギミー・シェルター』のタイトルに使われ、エンド・クレジットにライヴ・バージョンが使用されている。イギリスやアメリカではシングル・カットされなかったが、日本では映画『ギミー・シェルター』の公開に伴い、1971年に独自にシングルカットされた。

## コンサート・パフォーマンス
1969年の北米ツアーから2016年のツアーまで、ほとんどのストーンズのツアーで披露されている。リサ・フィッシャーがコンサートのサポートメンバーに加わってからは、ジャガーとフィッシャーのデュエットで披露されるのが通例となっている。ストーンズの公式ライヴ盤では、『ノー・セキュリティ』（1998年）、『ライヴ・リックス』（2004年）に収録されている。この他、後述する1993年のチャリティー・アルバム『Gimme Shelter』のカセット版に、1989年のツアーからと見られるライヴテイクが、さらに1996年の4曲入りシングル「ワイルド・ホース」および1998年の5曲入りシングル「セイント・オブ・ミー」に、1995年のアムステルダム公演のライヴテイクが収録された。

## レコーディング・メンバー
※レコード/CD記載のクレジットに準拠
- ミック・ジャガー - リードボーカル、ハーモニカ
- キース・リチャーズ - エレキギター・バッキングボーカル
- ビル・ワイマン - ベース
- チャーリー・ワッツ - ドラムス
- メリー・クレイトン - リードボーカル
- ニッキー・ホプキンス - ピアノ
- ジミー・ミラー - パーカッション

## カバー
- メリー・クレイトン - アルバム『ギミー・シェルター』[8]（1970年）収録。シングルとしても発表（全米チャート73位）[7]。
- グランド・ファンク・レイルロード - アルバム『サバイバル』（1971年）収録。シングルとしても発表（全米61位）[9]。
- シスターズ・オブ・マーシー - シングル「Temple of Love」（1983年）のB面に収録。
- ザ・タイガース- 企画アルバム『THE TIGERS CD-BOX  (5枚組)』（2000年）に収録。1970年のライブ音源。
- パティ・スミス - カバーアルバム『Twelve』（2007年）に収録。
- パドル・オブ・マッド - カバーアルバム『Re:(disc)overed』（2011年）に収録。

### チャリティ・アルバム"Gimme Shelter"
1993年、ホームレスの子供達を救済する目的で、イギリスのレーベル「フード・レコーズ」が企画し、様々なアーティストによる「ギミー・シェルター」のカバーを集めたチャリティー・アルバム。9組のアーティストによる、9つのバージョンが収録された。参加したアーティストは次の通り。
- ヴォイス・オブ・ビーハイヴ and ジミー・ソマーヴィル
- ヘヴン17 with ハンナ・ジョーンズ
- ニューモデル・アーミー and トム・ジョーンズ
- カッド with サンディ・ショウ
- キングメイカー
- サンダー
- リトル・エンジェルス
- ホークウインド and サマンサ・フォックス
- ブルー・パール